# Caripuyo
Caripuyo ist eine Ortschaft im Departamento Potosí im südamerikanischen Anden-Staat Bolivien.

## Lage im Nahraum
Caripuyo ist zentraler Ort des Municipios Caripuyo in der Provinz Alonso de Ibáñez. Die Ortschaft liegt auf einer Höhe von 3353 m in der Cordillera Azanaques am linken, nördlichen Ufer des Río Caripuyo, der zum Río Chayanta hin und über den Río San Pedro zum Río Grande fließt.

## Geographie
Caripuyo liegt in den nördlichen Ausläufern der bolivianischen Cordillera Central und weist ein ausgeprägtes Tageszeitenklima auf, bei dem die mittlere Temperaturschwankung im Tagesverlauf deutlicher ausfällt als im Jahresverlauf.
Die Jahresdurchschnittstemperatur beträgt 13 °C (siehe Klimadiagramm Caripuyo), die Monatswerte schwanken zwischen knapp 9 °C im Juni/Juli und knapp 16 °C im November/Dezember. Das Klima ist semiarid, die monatlichen Niederschläge von April bis Oktober liegen unter 20 mm, nur von Dezember bis März fallen nennenswerte Niederschläge zwischen 75 und 120 mm im Monat.

## Verkehrsnetz
Caripuyo liegt in einer Entfernung von 279 Straßenkilometern nordwestlich von Potosí, der Hauptstadt des gleichnamigen Departamentos.
Von Potosí aus führt die Nationalstraße Ruta 1 in nordwestlicher Richtung über 109 Kilometer bis zur Ortschaft Ventilla. Dort zweigt eine unbefestigte Landstraße nach Nordosten ab und erreicht nach 33 Kilometern die Stadt Macha. Sie trifft dort auf die Ruta 6, die über Uncía und Llallagua in nordwestlicher Richtung nach Oruro führt. Vierzehn Kilometer hinter Llallagua zweigt eine unbefestigte Landstraße nach Nordosten ab und erreicht nach 39 Kilometern Caripuyo.

## Bevölkerung
Die Einwohnerzahl des Ortes ist in den vergangenen beiden Jahrzehnten um mehr als die Hälfte angestiegen:
| Jahr | Einwohner | Quelle       |
| ---- | --------- | ------------ |
| 1992 | 359       | Volkszählung |
| 2001 | 472       | Volkszählung |
| 2012 | 554       | Volkszählung |
| 2024 |           | Volkszählung |

Die Region weist einen deutlichen Anteil an Aymara-Bevölkerung auf, im Municipio Caripuyo sprechen 68,3 Prozent der Bevölkerung Aymara.